# Азбестова промисловість
Азбе́стова промисло́вість — промисловість з видобування азбестової руди і виробництву азбесту. Азбестове волокно з давніх-давен застосовувалося для виготовлення неспалимих ґнотів, одягу та ін. виробів. Сучас. азбестова промисловість виробляє понад 2 000 видів продукції.

## Генеза виробництва
У Російській імперії виробництво азбесту виникло на Уралі на початку 18 ст. В кінці 19 ст. запроваджено механізацію збагачення азбесту. В 1913 було вироблено 23 тис. т азбесту.

## Родовища азбесту і виробництво
У 2015 році у світі було видобуто 2 мільйони тонн азбесту. Найбільшим виробником залишається Російська Федерація (близько 55 % світового видобутку). У Китаї видобувається 20 %, у Бразилії 15.6 %, у Казахстані 10.8 %. Зімбабве також збирається відновити виробництво азбесту
Родовища азбесту, головним чином, пов'язані з ультраосновними породами, і утворюються в процесі їхньої серпентинізації під дією гідротермальних розчинів, пов'язаних з гранітоїдними інтрузіями.
Найбагатші родовища азбесту має Канада (хризотил-азбест). При цьому, хоча в кінці ΧΧ століття на Канаду припадала майже третина світового видобутку азбесту, у 2011 році в ній працювало лише дві шахти у Квебеку, а в 2012 році і ці шахти були зупинені. Це пов'язано з появою доказів значної канцерогенності азбесту.
Виробництво азбесту в Японії досягло піку у 1974 році; починаючи з 1990-х років виробництво практично зупинене . Ввезення будь-якого матеріалу з вмістом азбесту більшим ніж 0,1 % в Японію заборонене.
У Австралії видобування азбесту припинилося у 1983 році, а з 2004-го діє повна заборона на азбест.

## Застосування виробів
Азбест широко використовується для виробн. азбестоцементних покрівельних матеріалів, водопровід. і каналізац. труб та ін. виробів і конструкцій, азбестотех. виробів для різних галузей машинобудування, тепло- і електроізоляц. матеріалів.

### Обіг в Україні
26 червня 2017 року в.о. міністра охорони здоров'я Ульяна Супрун на своїй сторінці у Facebook повідомила про ініційовану Міністерством охорони здоров'я зміну в санітарних вимогах, які заборонять «використання азбесту в Україні та будь-яких матеріалів і виробів із нього». Відповідний наказ МОЗ № 339 від 29.03.2017 забороняв «виробництво та використання азбесту незалежно від його виду та азбестовмісних виробів і матеріалів у технологічних процесах та при проведенні будівельно-монтажних робіт».
Міністерство юстиції зареєструвало документ 9 червня 2017 року за № 702/30570. Втім, 11 вересня 2017 року відомство скасувало згаданий вище наказ МОЗ.
Підставою для різкого кроку стало повідомлення Державної регуляторної служби України від 11 серпня 2017 р. № 6753/0/20-17 про виявлення причин, які визначені в першій частині статті 25 Закону України «Про засади державної регуляторної політики у сфері господарської діяльності». Відомство дійшло висновку, що частково наказ МОЗ № 339 несе регуляторні ознаки, які впливають на щоденну діяльність підприємств азбестоцементної галузі та загрожує існуванню цій сфері. Крім того, серед негативних наслідків згаданого вище наказу переховується підвищення рівня безробіття та зменшення грошових надходжень до державного бюджету України.
Обіг та використання в Україні водопровідних й каналізаційних труб, покрівельних матеріалів (азбестоцементу) та тепло- і електроізоляційних матеріалів з азбесту не заборонений законодавством.

## Тенденції
Азбестова промисловість широко впроваджуються високопродуктивне гірничотранспортне устаткування, автоматизація виробництва, радіозв'язок та ін. В Україні в азбестоцементній та ін. галузях промисловості широко використовується азбест, завезений в основному з Уралу.

## Азбестова промисловість у інших країнах
Порівняно великі ресурси азбесту має КНР, де випуск його становить понад 20 тис. т на рік і намічається дальший розвиток цього вироби.
Найбільш розвинуте виробн. азбесту в Канаді, а також в Південно-Африканському Союзі, Пд. Родезії, США, Свазіленді, Італії.